# 紅葉谷 (京都市)

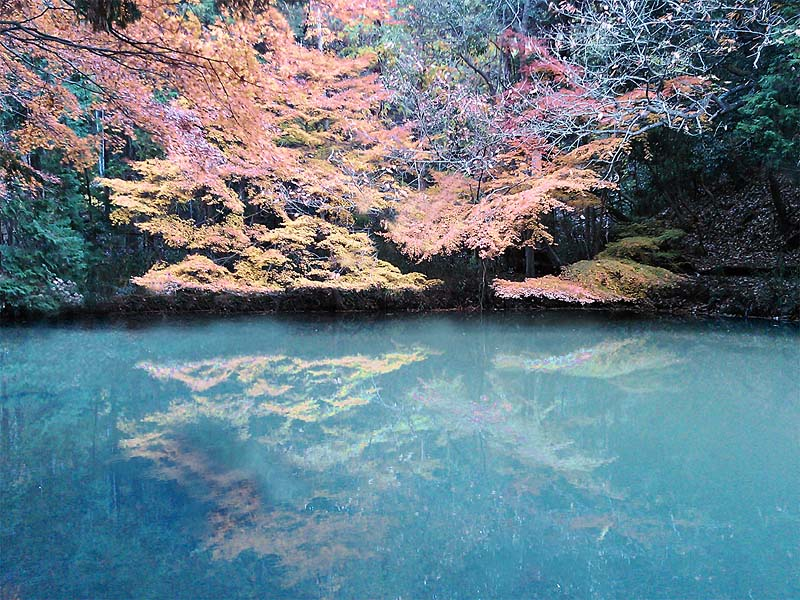
紅葉谷庭園の紅葉「臥龍紅葉」

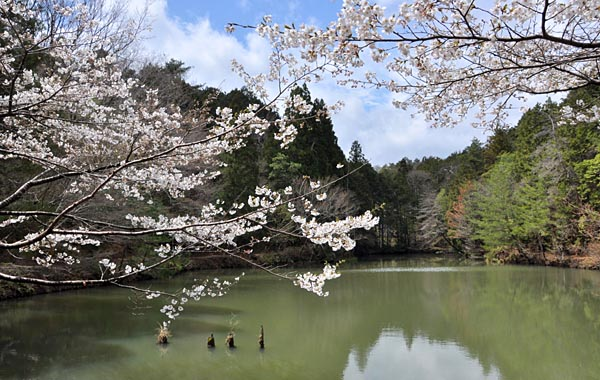
紅葉谷庭園の桜

紅葉谷（もみじだに）は京都府京都市北区鷹峯北東部にある谷、池、回遊式庭園。紅葉谷庭園ともいう。谷間には1500坪もの「玄覇池」（げんぱいけ・旧仮称「新池」）と歩道があり、紅葉の名所として知られる。とくに、「臥龍紅葉」が有名。

## 概要
紅葉谷は、紅葉が自生する谷間であることから名付けられた地名である。紅葉の名所であった周辺一帯は、平安時代より「栗栖野」（くるすの）と呼ばれ、淳和天皇を始めとする代々の天皇の御馬のまぐさを生やした場所で、遊猟地、鷹狩りの地でもあったという。また、萩の名所であり「萩野」とも呼ばれ、「栗栖野」とともに古歌に多く詠まれている。北側の斜面には、平成3年に発見された「鷹峯窯跡」がある。
紅葉谷一帯は、鎌倉時代以降は大徳寺の寺領となった。谷間に「白馬池」という、白馬に乗った仙人が霧のなかを往来したという池があったが、江戸時代に消滅している。なお現在でも、後に造られた池には、霧がたちこめる現象が起こる。なお、平安時代に存在し『日本後紀』にその名がみえる「綿子池」も、この辺りにあったと考えられている。

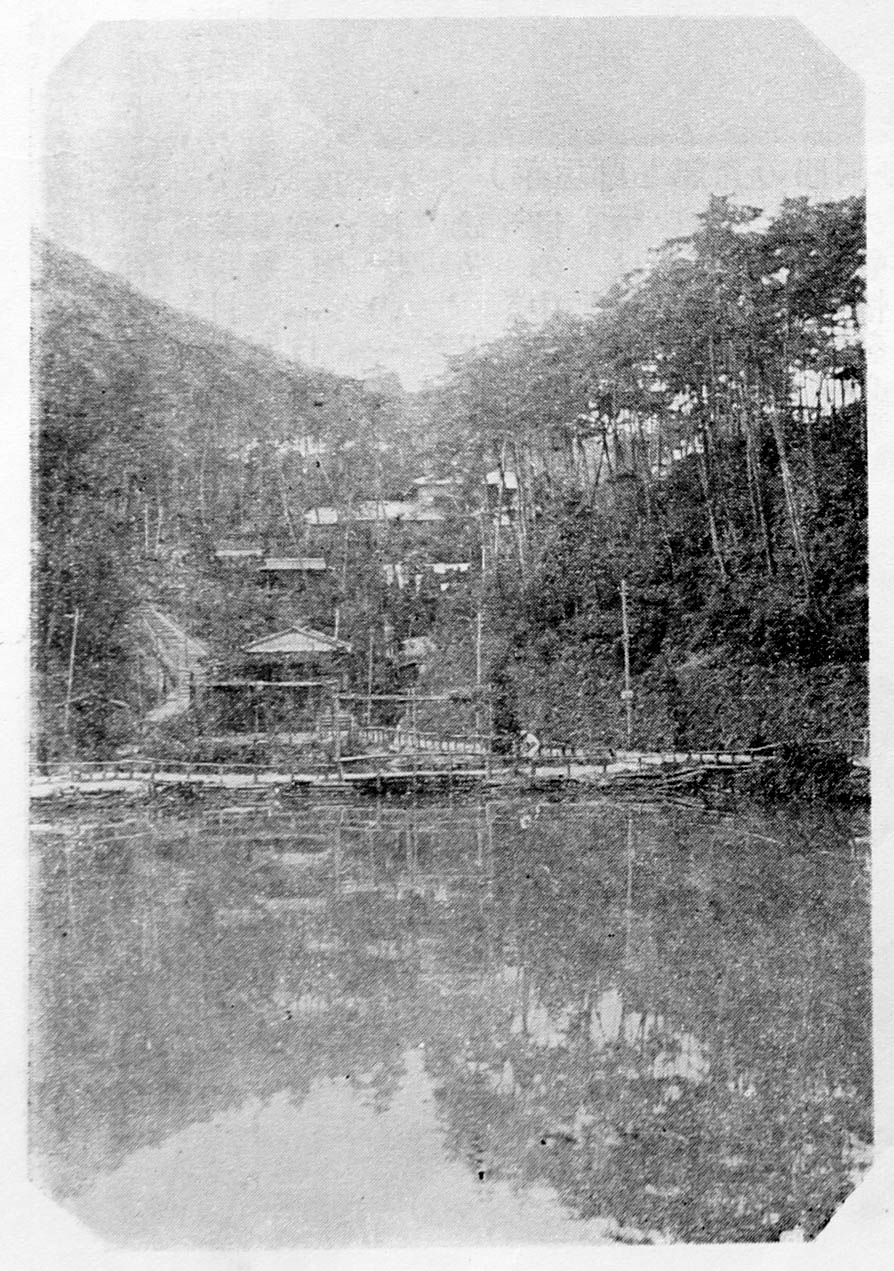
紅葉谷遊園（昭和初期）

明治維新で谷間は民間に渡り、明治3年（1870）、京都盲ろう教育の始祖古河太四郎が中心となって、農民のための灌漑池をつくり、そこを「新池」と仮称した。また、北側の山に松茸を栽培し「松茸山」と呼んだ。華垣太心（はながきたいしん）によって、昭和5年（1930）から延べ8万人が従事した開拓が行われた「釈迦谷荘園」誕生時には「紅葉谷遊園」といわれた。その後、平成25年（2013）から5年かけて太閤山荘主の宮下玄覇が大規模な整備を行った。
春は桜・山躑躅、初夏に黄菖蒲が咲き、秋には紅葉が色づくことで知られ、鹿・狸・狐などの野生動物が時折みられ、また、鴨・鷺・蒼鷺・川蝉・鵜などの野鳥が飛来する風光明媚な湖沼である。

## 庭園
- 「臥龍紅葉」
- 西陣玉淵寺礎石

## 所在地
- 京都府京都市北区大宮釈迦谷10-102